# Anisozyga rufipunctata
Anisozyga rufipunctata là một loài bướm đêm trong họ Geometridae.